# 圣塞巴斯蒂昂-迪拉戈阿迪罗萨
圣塞巴斯蒂昂-迪拉戈阿迪罗萨是巴西帕拉伊巴州的一个市镇。总面积49.882平方公里，总人口14937人，人口密度299.4人/平方公里。